# Agarista ericoides
Agarista ericoides là một loài thực vật có hoa trong họ Thạch nam. Loài này được Taub. mô tả khoa học đầu tiên năm 1893.